# 羅祥國
羅祥國（英語：Law Cheung-kwok，1949年9月26日—），香港前西貢區議會議員，著名經濟學者、香港中文大學航空政策研究中心副主任、香港浸會大學客席講師。
此外，他是香港首位在政界層面正式提出全民派錢者，早在1995年立法局會議上提出派錢(或消費券)5000元。最終議案僅得5票贊成，41票反對，遭到壓倒性大比數否決。但此事卻為16年後(2011年)香港政府推出的「$6000計劃」埋下伏線。

## 簡介
1972年畢業於香港中文大學新亞書院經濟系，後來先後在泰國法政大學和美國加州大學洛杉磯分校取得經濟學碩士和博士。
他是香港歷史上第一屆中大學生會會長。曾任民協副主席，其後他與區能發同時退出民協，之後兩位均轉投建制派的公民力量。
西貢區議會康景選區（康盛花園、景明苑、怡心園、慧安園、富麗花園、旭輝臺）前民選區議員（於2007年香港區議會選舉敗給民主黨的林少忠，連任失敗）。

## 曾任公職
- 香港臨時立法會議員（1997至1998）
- 香港立法局議員（1995至1997）
- 法援局成員（1996至1998）
- 人民入境處審裁員（1994至1998）
- 消費者委員會委員（1992至1996）[3]
- 西貢區議員（1994至2007）

## 著作
- 《圖錄香港大趨勢1995》 ISBN 9620762037
- 《投資香港股市》[永久] ISBN 9620761898
- 《香港證券及期貨條例解讀》[永久] ISBN 9626781971
- 《開放天空:剖析開放第五航權對香港的影響》（羅祥國，楊宇霆著）  ISBN 9628747851
- 《金融投資法律實務》 （羅祥國，黃覺岸合著）
- 香港經濟轉型及新產業政策, 2008, ISBN 9789889736583
- 香港金融業概況及發展政策, 2008, ISBN 9789881750020

## 相關
- 香港立法局舉錯手事件
- 《城市論壇》